# Richwood, Texas
Richwood är en ort i Brazoria County i Texas. Vid 2010 års folkräkning hade Richwood 3 510 invånare.